# 90 a.C.

## Eventos

### República romana
- Lúcio Júlio César e Públio Rutílio Lupo, cônsules romanos
- Segundo ano da Guerra Social entre a República de Roma e as comunidades Latinas de Itália
  - Os Etruscos recebem a cidadania romana
  - Numa tentativa de encerrar a guerra, é aprovada a Lex Julia de Civitate, que garantia a cidadania romana a todos os latinos e demais aliados que haviam permanecido fieis à República
- Corfinium, na Itália sul-central, é o centro de uma rebelião contra Roma

### Ásia menor
- Nicomedes IV da Bitínia é derrotado em batalha por uma coalizão chefiada por seu irmão Sócrates e Mitrídates VI do Ponto, fugindo em seguida para Roma

## Nascimentos
- Aulo Hírcio, político e historiador romano (m. 43 a.C.)
- Diodoro Sículo, historiador grego (data provável)

## Mortes
- Dionísio, o Trácio, linguista grego (n. 170 a.C.)
- Antíoco X Eusébio, rei do Império Selêucida (data aproximada)